# Головки (Коростенський район)
Голо́вки (раніше також Голанка) — село в Україні, у Чоповицькій селищній територіальній громаді Коростенського району Житомирської області. Чисельність населення становить 400 осіб (2001). У 1923—2020 роках — адміністративний центр колишньої однойменної сільської ради.

## Загальна інформація
Розташоване за 12 км північно-західніше Малина та за 1,5 км від залізничної станції Головки.

## Населення
В середині 19 століття в поселенні проживало 400 осіб, у 1887 році — 660 жителів.
Відповідно до результатів перепису населення Російської імперії 1897 року, загальна кількість мешканців становила 922 особи, з них: православних — 884, чоловіків — 472, жінок — 450.
Наприкінці 19 століття налічувалося 811 мешканців, дворів — 125, у 1900 році — 899 мешканців, з них 460 чоловіків та 439 жінок, дворів — 140, у 1926 році — 742 особи, у 1941 році — 724 особи.
На початок 1970-х років село мало 193 двори із населенням 595 осіб.
Відповідно до результатів перепису населення СРСР, кількість населення станом на 12 січня 1989 року становила 568 осіб. Станом на 5 грудня 2001 року, відповідно до перепису населення України, кількість мешканців села становила 400 осіб.

### Мова
Розподіл населення за рідною мовою за даними перепису 2001 року:
| Мова       | Кількість | Відсоток |
| ---------- | --------- | -------- |
| українська | 387       | 96.75 %  |
| російська  | 13        | 3.25 %   |
| Усього     | 400       | 100 %    |

## Історія
Поблизу села виявлено три групи давньоруських курганних могильників. Відоме з 1607 року. Його засновниками й власниками були феодали Єльці. У 1648 році в Головках налічувалось 14 димів, у 1692 році — 6 димів. Згадується у люстрації Київського воєводства 1754 року, входило до городиського ключа, вносили подимне від 20 дворів. У 19 столітті належало княгині Цецилії Радзивілл, пізніше — родині Миклухо-Маклаїв.
В середині 19 століття — сільце Радомисльського повіту Київської губернії. Лежало біля верхів річки Лумля, притоки Ірші, за 10 верст від Малина за 2 версти від Пиріжків. Належало до православної парафії в Пиріжках. Землі 1 719 десятин — піщана, місцями болотиста, переважно заліснена, власність княгині Щербатової. Було там 200 могилок, з них 7 у 1881 році розкопав професор Антонович, знайдені там скелети та прикраси належали древлянам і відносилися до 9 століття.
Наприкінці 19 століття — поміщицьке сільце Малинської волості Радомисльського повіту Київської губернії. Відстань до повітового центру м. Радомисль — 52 версти, до центру волості містечка Малин, де знаходилися найближчі телеграфна та поштова земська станції — 12 верст, до найближчої пароплавної станції у Чорнобилі — 84 версти. Основним заняттям мешканців було хліборобство. В поселенні числилося 2 654 десятини землі, з них 1 303 десятини належали поміщикам, 1 351 десятина — селянам. Власником села був В. М. Миклухо-Маклай. Господарював у маєтку управитель, В. І. Коваленко. Господарство у поміщика та селян вели за трипільною сівозміною. В селі були церковно-парафіяльна школа, два вітряки, хлібна комора. Пожежна команда складалася із 2 бочок та 2 багрів.
У 1923 році включене до складу новоствореної Головківської сільської ради, яка 7 березня 1923 року увійшла до складу новоутвореного Малинського району Малинської округи; адміністративний центр ради.
На фронтах Другої світової війни воювало 200 селян, 165 з них нагороджені орденами й медалями, 52 загинули. У 1958 році на їх честь встановлено пам'ятник на братській могилі; реконструйований у 2000 році.
В радянські часи в селі розміщувалася центральна садиба колгоспу, який обробляв 3,4 тис. га земель, в тому числі 2,7 тис. га — рілля. Господарство вирощувало льон, озиму пшеницю, картоплю, розвивало м'ясо-молочне тваринництво. 55 колгоспників нагороджено орденами й медалями СРСР, серед них ланкову А. П. Пономаренко — орденом Леніна. У селі були восьмирічна школа, будинок культури, бібліотека, фельдшерсько-акушерський пункт, три магазини.
2002 року розпочалось будівництво дерев'яного храму. Попри невеликі розміри споруди будівництво було нелегким і тривало близько як 15 років. 27 серпня 2017 року в селі освятили церкву святих безсрібників Кузьми та Даміана Української православної церкви Київського патріархату.
12 червня 2020 року, відповідно до розпорядження Кабінету Міністрів України № 711-р «Про визначення адміністративних центрів та затвердження територій територіальних громад Житомирської області», територію та населені пункти Головківської сільської ради Малинського району включено до складу Чоповицької селищної територіальної громади Коростенського району Житомирської області.